# Arie van Beek
Arie van Beek (Rotterdam, 1951) is een Nederlands muziekpedagoog en dirigent. Hij is de zoon van de dirigent en langjarig secretaris van de Bond van Orkestdirigenten (BvO) Joost van Beek.

## Levensloop
Hij studeerde - naast slagwerk - orkestdirectie aan het Rotterdams Conservatorium, onder meer bij Edo de Waart en David Porcelijn. Vier jaar werkte hij als slagwerker bij de radio-orkesten van de NOS.
Hij is verbonden aan het Rotterdams Conservatorium als dirigent van de orkesten (Rotterdam Young Philharmonic, harmonieorkest, kamerorkest) en ensembles van de klassieke afdeling en als docent orkestdirectie. Vanaf de oprichting was hij artistiek leider van het Maas Ensemble, het in Rotterdam gevestigd ensemble voor moderne muziek.
In Nederland is hij regelmatig actief als gastdirigent bij het Amsterdam Wind Orchestra, het Nederlands Dans Theater, het Brabants Orkest, het Noordhollands Philharmonisch Orkest, Het Nationale Ballet, het Delta Ensemble, het Asko Ensemble, het Nieuw Ensemble en de Kleine Operastichting. In Frankrijk is hij regelmatig gastdirigent bij de orkesten van Avignon, Poitu-Charentes, in Zweden bij de orkesten van Örebrö, Sundsvall, en Linköping alsook bij het Östgöta Wind Orchestra, in Zwitserland bij het radio-orkest van Lugano, in Tsjechië bij het kamerorkest van Pardubice, in Duitsland bij de Nordwestdeutsche Philharmonie en in Thailand bij het Bangkok Symphony Orchestra.
Van 1994 tot 2010 was hij muzikaal en artistiek directeur van het Orchestre d'Auvergne, Frankrijk. Met dit orkest gaf hij rond de 60 concerten per jaar in heel Frankrijk en maakte hij tournees door Nederland, België, Duitsland, Italië, Spanje, Marokko en Japan.
Tot juli 2022 was hij muziekdirecteur van het Orchestre de Picardie en het Geneva Chamber Orchestra (2013 tot 2022).
Verder is hij de vaste dirigent van het Doelenensemble. Een ensemble, gespecialiseerd in het repertoire van de 20e en 21e eeuw, waarmee veel cd-opnamen zijn gerealiseerd.
In november 2003, heeft het Prins Bernhard Cultuurfondsde hem de Elly Ameling Prijs gegeven voor zijn werk als dirigent in Rotterdam gedurende 30 jaar.
In 2007 Ontving hij een van de hoogste Franse culturele onderscheidingen: Commandeur dans l'Ordre des Arts et des Lettres.
In maart 2014 ontving hij de Erasmusprijs van de stad Rotterdam.